# Owen Roberts nemzetközi repülőtér
Az Owen Roberts nemzetközi repülőtér (angolul Owen Roberts International Airport) (IATA: GCM, ICAO: MWCR) a Kajmán-szigetek legnagyobb és legfontosabb nemzetközi repülőtere, Nagy-Kajmán szigetén található. Nevét a Brit Királyi Légierő egyik parancsnokáról, Owen Robertsről kapta. Itt van a szigetek nemzeti légitársasága, a Cayman Airways bázisa.

## Légitársaságok és úticélok
| Légitársaság         | Úticél |
| -------------------- | --- |
| Air Canada Rogue     | Toronto Pearson |
| American Airlines    | Charlotte, Dallas/Fort Worth, Miami Szezonális: Boston Logan, Chicago O'Hare, New York JFK, Philadelphia               |
| British Airways      | London-Heatrow, Nassau                                                                                                 |
| Caribbean Airlines   | Kingston-Norman Manley                                                                                                 |
| Cayman Airways       | Cayman Brac, Kingston-Norman Manley, Miami, Tampa, Havana, New York JFK, Roatán Szezonális: Denver, Sangster, La Ceiba |
| Cayman Air Express   | Cayman Brac, Little Cayman                                                                                             |
| Delta Air Lines      | Atlanta, New York JFK Szezonális: Detroit, Minneapolis/St. Paul                                                        |
| JetBlue              | Fort Launderdale, New York JFK Szezonális: Boston Logan                                                                |
| Southwest Airlines   | Fort Launderdale Szezonális: Baltimore                                                                                 |
| Sun Country Airlines | Szezonális: Minneapolis/St. Paul                                                                                       |
| United Airlines      | Houston, Newark Szezonális: Chicago O'Hare, Washington Dulles                                                          |
| WestJet              | Toronto Pearson |

## Forgalom
Az utasforgalom az elmúlt években az alábbi módon változott:
| Utasok száma | 678 722 | 934 853 | 1 082 613 | 961 610 | 957 915 | 1 003 215 | 1 095 586 | 1 127 353 | 1 206 105 | 363 811 |
|              | 2005    | 2007    | 2008      | 2010    | 2011    | 2013      | 2014      | 2016      | 2017      | 2020    |

## Fordítás
- Ez a szócikk részben vagy egészben  az   Owen Roberts International Airport című angol Wikipédia-szócikk ezen változatának fordításán alapul.  Az eredeti cikk szerkesztőit annak laptörténete sorolja fel. Ez a jelzés csupán a megfogalmazás eredetét és a szerzői jogokat jelzi, nem szolgál a cikkben szereplő információk forrásmegjelöléseként.